# 집사부일체의 수상 및 후보 목록
아래는 SBS TV에서 예능 프로그램 《집사부일체》의 수상 및 후보 목록이다.

### 2018년
- 2018년 제45회 한국방송대상 연예오락부문 작품상
- 2018년 SBS 연예대상
  - 남자 신인상 : 이상윤
  - 방송 작가상 : 김명정
  - 버라이어티 부문 우수상 : 육성재
  - 쇼·토크쇼 부문 최우수상 : 양세형
  - 대상 : 이승기

### 2019년
- 2019년 SBS 연예대상
  - 명예사원상 : 양세형
  - 베스트 팀워크상
  - SNS 스타상 : 육성재
  - 쇼·버라이어티 부문 우수상 : 이상윤
  - 프로듀서상 : 이승기

### 2020년
- 2020년 SBS 연예대상
  - 신인상 : 차은우
  - 베스트 엔터테이너상 : 신성록
  - 핫스타상 : 이승기
  - 프로듀서상 : 양세형
  - 쇼.버라이어티 부문 우수상 : 김동현

### 2021년
- 2021년 SBS 연예대상
  - 베스트 팀워크상
  - 올해의 예능인상 : 양세형, 이승기
  - 프로듀서상 : 이승기